# Bythophyton indicum
Bythophyton indicum är en gyckelblomsväxtart som först beskrevs av Joseph Dalton Hooker och Thomson, och fick sitt nu gällande namn av Joseph Dalton Hooker. Bythophyton indicum ingår i släktet Bythophyton och familjen gyckelblomsväxter. Inga underarter finns listade i Catalogue of Life.